# Anopheles moucheti
Anopheles moucheti este o specie de țânțari din genul Anopheles, descrisă de Evans în anul 1925. Conform Catalogue of Life specia Anopheles moucheti nu are subspecii cunoscute.